# Magrib durant l'antiguitat tardana
El Magrib fou conquerit pels vàndals el 429. La província romana de Mauritània Tingitana no va oferir cap resistència. Els vàndals, però, la van abandonar el 434 i va quedar dependent de la diòcesi d'Hispània i per tractat foren reconeguts com a federats a la resta de les províncies de la costa nord del continent africà. El 475 amb el final de l'Imperi Romà d'Occident, la província Tingitana va quedar independent en mans dels caps amazics, els principals dels quals eren els gomeres. Quan el 534 els romans d'Orient van liquidar el regne vàndal, van dominar les províncies d'Àfrica, Bizacena i Numídia i les costes de les províncies Cesariense i Sitifiense (amb els nom de Mauritània Primera i Segona), però a la Tingitana es van limitar a posar guarnicions en algunes places fortes estratègiques, principalment Ceuta i Tànger i la resta va romandre en mans dels amazics, amb els gomeres a la costa mediterrània, els barghawata a la costa atlàntica, els miknasa a la regió central, els masmuda al vessant occidental de la serralada de l'Atles i la costa atlàntica al sud del Sebou, els haskura entre el Sus i el riu Draa i els lamta i lamtuna a la riba esquerra del Draa. Tots aquestos grups pertanyien al gran grup amazic sanhadja. Alguns eren cristians o jueus, però la majoria practicaven cultes tradicionals.